# Marderos Ara Sayegh
Marderos Ara Sayegh (orm. Մարդերոս Արա Սայեղ,)  – ormiański inżynier, dr hab. nauk technicznych, profesor Katedry Klimatyzacji, Ogrzewnictwa, Gazownictwa i Ochrony Powietrza Wydziału Inżynierii Środowiska Politechniki Wrocławskiej.

## Życiorys
30 września 1993 obronił pracę doktorską Kolektor słoneczny z dwufazowych termosyfonów zamkniętych, 5 lutego 2013 uzyskał stopień doktora habilitowanego. 14 stycznia 2021 uzyskał tytuł profesora nauk inżynieryjno-technicznych. Awansował na stanowisko profesora w Katedrze Klimatyzacji, Ogrzewnictwa, Gazownictwa i Ochrony Powietrza na Wydziale Inżynierii Środowiska Politechniki Wrocławskiej.
Jest członkiem Rady Dyscypliny Naukowej - Inżynierii Środowiska, Górnictwo i Energetyki Politechniki Wrocławskiej, oraz Rady Ośrodka Badań nad Kulturą Ormiańską w Polsce PAU.